# Čchen Si-lien
Čchen Si-lien (čínsky pchin-jinem Chén Xīlián, znaky zjednodušené 陈锡联, tradiční 陳錫聯; 1. ledna 1915 — 10. června 1999) byl čínský komunistický voják a politik, účastník občanské války, Dlouhého pochodu a čínsko-japonské války. V Čínské lidové republice zaujímal vysoké velitelské funkce: velel dělostřelectvu Čínské lidové osvobozenecké armády (1950–1959), Šenjangskému vojenskému okruhu (1959–1973), Pekingskému vojenskému okruhu (1972–1980), byl členem skupiny politbyra pro vojenské záležitosti a stálého výboru ústřední vojenské komise KS Číny (1974–1980), v letech 1976–1977 fakticky komisi vedl. Byl volen nebo jmenován i do významných politických funkcí: předseda provinčního revolučního výboru (1968–1973) a první tajemník provinčního výboru (1971–1973) v Liao-tungu, člen politbyra (1969–1980) a místopředseda vlády (1975–1980). Patřil k politikům, kteří se z regionálních funkcí posunuli do vysokých centrálních úřadů vzhůru během kulturní revoluce, kterou podporoval, i když nesouhlasil s mnohými excesy. Ve druhé polovině 70. let patřil ke konzervativnímu křídlu vedení strany a státu, odmítajícím radikalismus gangu čtyř, na jejichž zatčení se výrazně podílel, a podporujícím umírněnou politiku Mao Ce-tungova nástupce Chua Kuo-fenga. S dalšími stoupenci Chu Kuo-fenga byl roku 1980 pod tlakem skupiny kolem Teng Siao-pchinga odvolán z funkcí.

## Život

### Mládí, občanská válka
Čchen Si-lien se narodil 1. ledna 1915 v okrese Chuang-an na východě provincie Chu-pej v chudé rodině. V 15 letech vstoupil do čínské Rudé armády. Od roku 1930 byl členem Komunistické strany Číny. V řadách Rudé armády se aktivně účastnil občanské války v sovětské oblasti E-Jü-Wan na pomezí provincií Chu-pej, Che-nan a An-chuej. Postupně prošel řadou velitelských stupňů v politickém aparátu: byl politickým komisařem praporu, pluku, divize. V řadách 4. frontu se účastnil Dlouhého pochodu. Koncem Dlouhého pochodu byl zástupcem velitele 25. divize (Sü Š’-joua) v 9. sboru. Účastnil se bojů, byl zraněn. Na přelomu let 1936/1937 se podílel pokusu Západní pochodové armády o průchod kansuským koridorem, který skončil její katastrofální porážkou. Studoval na Protijaponské vojenské a politické akademii.

### Čínsko-japonská vláka a opět občanská válka
Během čínsko-japonské války sloužil ve 129. divizi 8. pochodové armády, zpočátku jako velitel pluku. Zúčastnil se bitvy u Si-kchou (1937) a bitvy sta pluků (1940). Na podzim 1940 převzal od Sü Š’-joua velení 385. brigádě (jejím komisařem byl Sie Fu-č’, v 60. a 70. letech významný politik). V letech 1943–1944 studoval na ústřední stranické škole v Jen-anu.
Od roku 1946 se konfrontace v Číně změnila v druhou občanskou válku mezi komunisty a Kuomintangem. Čchen Si-lien, který sloužil v 2. polní armádě (velitel Liou Po-čcheng, komisař Teng Siao-pching) jako velitel 3. kolony, se na jaře 1947 podílel na její úspěšné ofenzívě v provinciích Šan-si a Che-nan. Od května 1948 velel 3. armádě 2. polní armády a válčil v provinciích Che-nan a An-chuej. Na podzim 1948 a v zimě 1949 se účastnil rozhodujících bojů v An-chueji. Na jaře 1949 zaútočila jeho armáda na Chang-čou a Šanghaj, později byla převelena na jihozápad, do S’-čchuanu, kde dobyla Čchung-čching.

### Generál a regionální politik Čínské lidové republiky
V roce 1949 byl Čchen Si-lien jmenován prvním tajemníkem městského výboru KS Číny a starostou Čchung-čchingu a velitelem východosečuánského vojenského obvodu. Roku 1950 byl přeložen do Pekingu na místo velitele dělostřelectva Čínské lidové osvobozenecké armády (ČLOA, do 1959). Od roku 1954 byl poslancem Všečínského shromáždění lidových zástupců. Při zavedení vojenských hodností roku 1955 obdržel hodnost generálplukovníka (šang-ťiang). Na VIII. sjezdu KS Číny roku 1956 byl zvolen kandidátem ústředního výboru.
V roce 1959 byl jmenován velitelem Šenjagského vojenského okruhu. Jeho přeložení bylo spojeno s reorganizací velení po odstranění Pcheng Te-chuaje a jeho spojenců po jejich kritice politiky Mao Ce-tunga. Šen-jangský vojenský okruh zahrnoval Mandžusko, tudíž pokrýval důležité části čínsko-sovětské hranice. To přineslo Čchen Si-lienovi vojenský a politický vliv. V Šen-jangu zůstal do konce roku 1973. Během jeho velení došlo k čínsko-sovětskému pohraničnímu konfliktu na Damanském ostrově.
Prosazoval politiku naprosté loajality vůči Mao Ce-tungovi, ale během kulturní revoluce se střetl s radikály z Rudých gard, přitom využil své vojenské a správní zdroje k udržení stability na podřízeném území. Kontrolu armády nad svěřeným regionem udržoval jmenováním důstojníků do stranických a správních funkcí. Hrál významnou roli při potlačování Rudých gard a zavádění pořádku v armádě – v souladu s kurzem, který Mao Ce-tung zastával od roku 1968. V říjnu 1968 byl na zasedání ústředního výboru převeden z kandidátů na člena ÚV (do 1982). V roce 1969 byl na IX. sjezdu KS Číny zvolen členem politbyra. Od května 1968 do prosince 1973 spravoval provincii Liao-ning jako předseda liaoningského provinčního revolučního výboru a v lednu 1971 – prosinci 1973 i první tajemník obnoveného provinčního výboru KS Číny.

### Generál a politik Čínské lidové republiky v pekingském centru
Jako jeden z prvních vojenských vůdců se v roce 1971 připojil k odhalení „Lin Piaova spiknutí“, což ještě více posílilo jeho politickou pozici. Na X. sjezdu KS Číny v roce 1973 byl znovuzvolen do politbyra. V prosinci 1973 byl převelen do Pekingu jako velitel Pekingského vojenského okruhu a v lednu se stal členem nově zřízené šestičlenné skupiny pro vojenské záležitosti, která stanula v čele ústřední vojenské komise KS Číny a měla v rukách řízení ozbrojených sil země. Při jmenování nové vlády v lednu 1975 se stal místopředsedou státní rady (vlády), odpovídal za obranný průmysl a sport. V únoru 1975 při reorganizaci vedení ústřední vojenské komise KS Číny se stal členem jejího stálého výboru. Počátkem roku 1976 nahradil nemocného Jie Ťien-jinga v každodenním řízení ústřední vojenské komise KS Číny (a tedy ozbrojených sil země). Obratně lavíroval mezi protichůdnými skupinami stranického vedení – Čou En-lajem, Ťiang Čching, Chua Kuo-fengem – a zároveň si udržoval přízeň Mao Ce-tunga.
Na podzim 1976, po Mao Ce-tungově smrti, podpořil Chua Kuo-fenga jako jeho nástupce. Jako velitel vojsk v Pekingu a okolí a faktický vedoucí ústřední vojenské komise hrál významnou roli při zatčení „gangu čtyř“. XI. sjezd KS Číny v roce 1977 potvrdil jeho status jako člena politbyra. Politicky zastával konzervativně-maoistické názory (přičemž byl odpůrcem excesů kulturní revoluce) a nepodporoval Teng Siao-pchingovy reformní plány. Mezitím v roce 1978 získal Teng rozhodující vliv ve vedení strany. Rehabilitace Pcheng Te-chuaje, Chuang Kche-šenga a Teng Chua byla pro Čchen Si-liena osobně silnou ranou. V prosinci 1978 schválilo třetí plénum ústředního výboru program reforem a otevírání Číny světu, který představil Teng Siao-pching. Skupina konzervativních stoupenců Chua Kuo-fenga – Wang Tung-sing, Wu Te, Ťi Teng-kchuej a Čchen Si-lien – byla kritizována a kvalifikována jako „malý gang čtyř“. Formálně si podrželi své funkce, ale po ztratili vliv. V únoru 1980 byla zmíněná čtveřice odvolána z politbyra, Čchen Si-lien i ze stálého výboru ústřední vojenské komise, přičemž už v lednu 1980 ztratil funkci velitele Pekingského vojenského okruhu; v dubnu 1980 přišel i post místopředsedy státní rady.

### Po ztrátě moci
Po odvolání z funkcí a úřadů nebyl jinak pronásledován, na XII. sjezdu KS Číny roku 1982 byl zvolen do ústřední poradní komise KS Číny a po celou dobu její existence (do XIV. sjezdu KS Číny roku 1992) byl členem stálého výboru komise.
Čchen Si-lien byl dvakrát ženatý. Měl syna (generála ČLOA) a dceru.
Zemřel v Pekingu 10. června 1999.